# Сибиряков, Алексей Порфирьевич
Алексей Порфирьевич Сибиряков (1907—1945) — участник Великой Отечественной войны, командир батареи 354-го гвардейского тяжёлого самоходного артиллерийского Тильзитского Краснознамённого полка (1-й танковый корпус, 50-я армия, 3-й Белорусский фронт), гвардии старший лейтенант. Герой Советского Союза.

## Биография
Родился 14 марта 1907 года в селе Большие Копены Российской империи, ныне Боградского района Республики Хакасия, в семье крестьянина. Русский.
Окончил 7 классов школы.
После срочной службы в Красной армии был избран председателем колхоза «Красный борец» Боградского района. Закончив двухгодичную совпартшколу в Абакане, работал председателем колхоза «Труженик», а затем — председателем колхоза имени Я. Бограда. Решением Хакасского обкома ВКП(б) был направлен в Черногорск начальником отдела подготовки кадров для угольной промышленности.
Член ВКП(б) с 1931 года. В первые дни войны добровольцем ушёл на фронт. Призван Черногорским райвоенкоматом 26 июня 1941 года. Воевал на Западном, Юго-Западном, 1-м Прибалтийском и 3-м Белорусском фронтах.
Командовал батареей 354-го гвардейского тяжёлого самоходного артиллерийского Тильзитского Краснознамённого полка (1-й танковый корпус, 50-я армия, 3-й Белорусский фронт).
Особо отличился при штурме Кёнигсберга 6—9 апреля 1945 года.
Умер от ран 22 апреля 1945 года. Похоронен в посёлке Русское Зеленоградского района Калининградской области.

## Награды
- Указом Президиума Верховного Совета СССР от 29 июня 1945 года за мужество и героизм, проявленные при взятии Кенигсберга, гвардии старшему лейтенанту Сибирякову Алексею Порфирьевичу присвоено звание Героя Советского Союза (посмертно).
- Награждён орденами Ленина, Отечественной войны 2 степени, Красной Звезды и медалями.

## Память
- Именем Героя названы улицы в Калининграде, Черногорске, районном центре Боград и селе Троицком Республики Хакасия.